# Antonio Rivera Blanco
Antonio Rivera Blanco (Miranda de Ebro, 1960) es un historiador y político español, catedrático de la Universidad del País Vasco, que ha publicado varios libros sobre la provincia de Álava y su capital, Vitoria.
Fue miembro del Parlamento Vasco entre 2005 y 2009 como independiente, al ser elegido en una lista del Partido Socialista de Euskadi. Es autor de obras como La ciudad levítica. Continuidad y cambio en una ciudad del interior (Vitoria, 1876-1936) (Diputación Foral de Álava, 1992); Señas de identidad. Izquierda obrera y nación en el País Vasco, 1880-1923 (Biblioteca Nueva, 2003); La utopía futura. Las izquierdas en Álava (Ikusager, 2008); o Profetas del pasado. Las derechas en Álava (Ikusager, 2014), junto a Santiago de Pablo; entre otras. También ha sido coordinador de Historia de Álava (Editorial Nerea, 2003).